# 어전회의

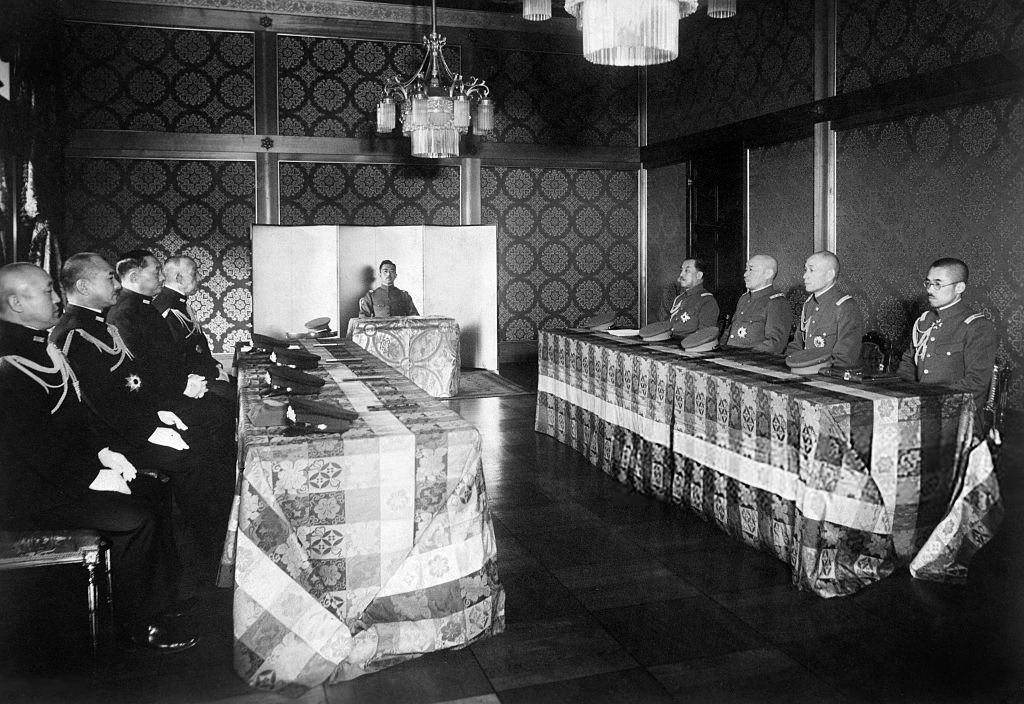
1945년 설날의 어전회의

어전회의(일본어: 御前会議 고젠카이기[*])는 일본 제국에서 전쟁의 시작과 종료를 결정한 정부 회의이다.

## 역사
일본 천황, 원로, 각료, 군수뇌가 참석하여 전쟁의 시작과 종료를 결정하는 회의이다. 일본제국 헌법 제13조에는 "천황은 전쟁을 선언하고 평화를 강구하여 제반 조약을 체결한다."라는 규정이 명시되어 있으며 어전회의는 이에 부합하는 회의였다. 그러나 어전회의에 대한 별도의 법률은 없었다.
최초의 어전 회의는 1894년 청일 전쟁의 선전 포고를 결정한 것이 시초로, 러일 전쟁과 제1차 세계 대전, 제2차 세계 대전 등 전시에도 개최되었다.
개전과 종전 결정 이외에도 청일 전쟁 종결 후 삼국 간섭(1895년 4월 23일)과 삼국 동맹 조약 체결(1940년 9월 27일) 당시에도 개최되었다.

## 참가자
- 일본 천황
- 국무 총리, 국무
- 추밀원 의장
- 일본 제국 육군 참모 총장
- 일본 제국 해군 군령부 총장